# Vittoriosa
Vittoriosa (maltesisch Il-Birgu, volkstümlicher und unter Maltesern gebräuchlicherer Name ist Birgu) ist eine Stadt an der Nordostküste der Insel Malta.

## Geografie

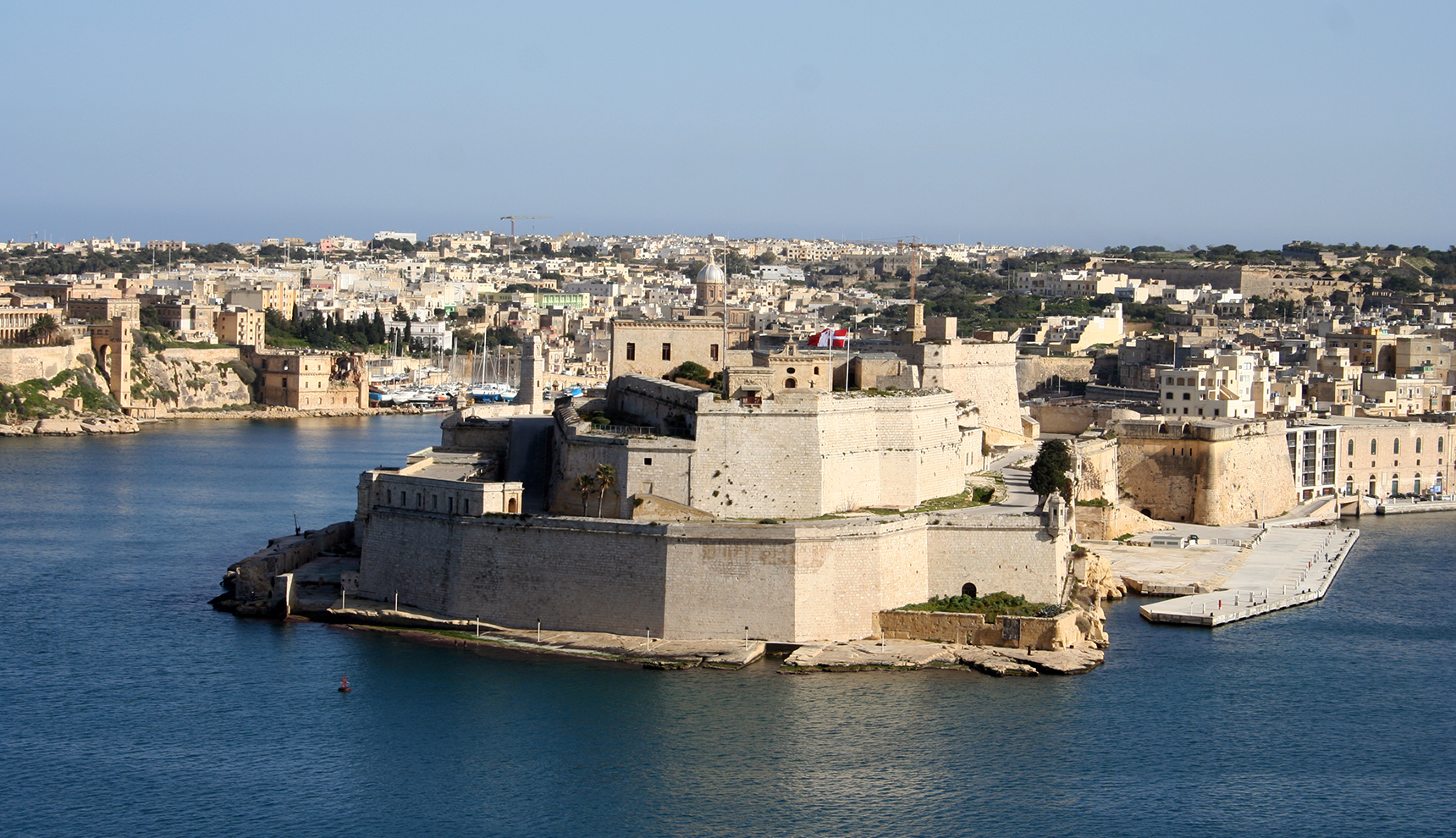
Blick über Vittoriosa mit Fort St. Angelo im Vordergrund

Vittoriosa liegt als eine der „drei Städte“ auf einer keilförmigen Halbinsel, die in die Meeresbucht Grand Harbour hineinragt. Die Landzunge wird nordwestlich vom Kalkara Creek und im Südosten vom Dockyard Creek begrenzt. Am gegenüberliegenden Ufer des Grand Harbour liegt Valletta, die Hauptstadt Maltas. An der Spitze der Vittoriosa-Halbinsel liegt das Fort St. Angelo, ehemals ein wichtiger Verteidigungsposten der Johanniter. Fast übergangslos schließen sich die Nachbarorte Kalkara im Norden und Bormla im Süden an. Vittoriosa hat 2455 Einwohner (Stand 31. Dezember 2020).

## Geschichte
Im frühen Mittelalter war Birgu ein kleines Fischerdorf. Dominikaner erbauten 1528 die heute noch vorhandene Verkündigungskirche. Auf der Suche des Johanniterordens nach einer strategisch günstig gelegenen Hauptstadt Maltas fiel 1532 die Wahl auf Birgu, das die Nachfolge von Mdina antrat. Die Johanniter machten die bereits vorhandene St.-Lorenz-Kirche zu ihrer Ordenskirche, bauten ein Hospital und mehrere Herbergen und errichteten in Erwartung einer Türkeninvasion starke Befestigungsanlagen. Als es 1565 tatsächlich zum Angriff der Türken auf Malta kam, spielte Birgu mit seinem Fort St. Angelo eine entscheidende Rolle in der erfolgreichen Abwehr des Überfalls. Die Stadt erhielt daraufhin den Ehrennamen Vittoriosa, die „Siegreiche“, der bis heute die offizielle Ortsbezeichnung blieb. 
1571 verlor Vittoriosa den Hauptstadtstatus, denn die Johanniter hatten nun das neu gegründete Valletta zum Regierungssitz erkoren. Trotzdem blieb Vittoriosa weiterhin ein strategisch wichtiger Verteidigungsposten, dessen militärische Anlagen weiter ausgebaut wurden. Der Dockyard Creek wurde zum Hafen für die Flotte des Ordens. Als Ersatz für die verlorene Hauptstadtfunktion ernannte Papst Gregor XIII. 1574 Vittoriosa zur Residenz der Inquisitoren Maltas, die hier bis 1798 ihren Sitz hatten. 
1681 beauftragten die Johanniter Lorenzo Gafà, der bereits die Pläne für zahlreiche Kirchen auf Malta geliefert hatte, mit dem Neubau der St.-Lorenz-Kirche, der 1697 vollendet wurde. 1798 musste der Malteserorden  französischen Revolutionstruppen unter Napoleon weichen. Aber schon 1800 wurden die Franzosen  von den Briten vertrieben, die Malta in Besitz nahmen. Sie erweiterten den Hafen Vittoriosas für ihre Zwecke und bauten ihn zu einem wichtigen Werftenstandort aus. Dies wurde der Stadt im Zweiten Weltkrieg zum Verhängnis, als die Anlagen Ziel häufiger Bombenangriffe der italienischen und deutschen Luftwaffe wurden. Neben den Industrieanlagen wurden auch weite Teile der Wohnviertel zerstört. 
1979 wurde in Vittoriosa der letzte britische Soldat verabschiedet. Daran erinnert das „Freiheitsdenkmal“ am Ufer des Dockyard Creeks. 2005 wurde im Dockyard Creek eine Marina mit über hundert Liegeplätzen für Privatyachten eröffnet.

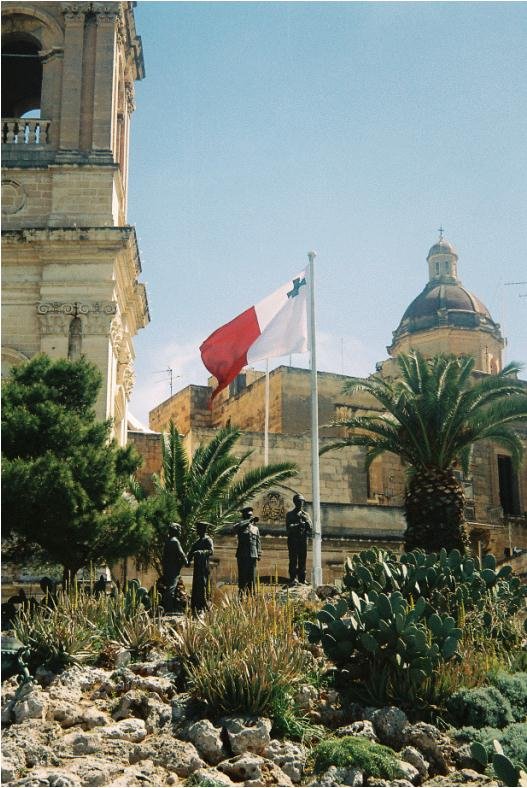
Freiheitsdenkmal

## Sehenswürdigkeiten
- Der Palast des Inquisitors wurde 1535 erbaut und erhielt sein heutiges Aussehen 1767. Im Großen Ratssaal sind die Wappen der Inquisitoren angebracht. Der Gerichtssaal ist mit einer niedrigen Tür für die Angeklagten, die so in gebeugter Haltung eintreten mussten, ausgestattet.
- Am Ufer des Dockyard Creeks liegt die 400-jährige St.-Lorenz-Kirche, deren Fassade jedoch von 1913 stammt. In der Kirche wird ein Kreuz aufbewahrt, das 1657 als Kriegsbeute von Kreta hierher kam.
- Vor der St.-Lorenz-Kirche steht das Freiheitsdenkmal zur Erinnerung an den Abzug der Briten von Malta. Es zeigt vier britische Soldaten, die die britische Flagge eingeholt haben. Daneben steht ein Flaggenmast, an dem nun die maltesische Fahne weht.
- An der Spitze der Vittoriosahalbinsel liegt das mächtige Fort St. Angelo, das ehemalige Castrum Maris, das von den Phöniziern erbaut und von den Römern und dem Orden des heiligen Johannes erweitert wurde. Später wurde es von der britischen Navy als Flottenstützpunkt verwendet.
- Malta Maritime Museum
- Malta at War Museum

## Söhne und Töchter
- Gerolamo Cassar (um 1520 – zwischen 1586 und 1592), Architekt
- Melchiorre Cafà (1636–1667), Maler
- Maria de Dominici (1645–1703), Malerin, Bildhauerin und Karmelitinnen-Terziarin
- Michael Gonzi (1885–1984), römisch-katholischer Geistlicher, Erzbischof von Malta
- Paul Boffa (1890–1962), Politiker
- Prosper Grech (1925–2019), römisch-katholischer Theologe und Kardinal
- Miriam Gauci (* 1959), Opernsängerin
- Dominic Cini (* vor 1998), Sänger und Produzent